# Sajida Talfah
Sajida Talfah (arabisk: ساجدة خيرالله طلفاح) (født 24. juni 1937) er den tidligere irakiske præsident Saddam Husseins første kone. Hun er også hans kusine. Hun blev gift med Saddam Hussein i 1963 ved et tvangsægteskab. 
Sajida er mor til to sønner; Uday og Qusay samt tre døtre; Raghad, Rana og Hala. Alle disse har Saddam som far.